# Панкратова, Юлия Викторовна
Ю́лия Ви́кторовна Панкра́това (род. 24 марта 1977, Москва) — российская журналистка и телеведущая, искусствовед. Работала ведущей информационных программ на НТВ, «Первом канале» и РЕН ТВ.

## Биография
Юлия Панкратова родилась в Москве. В 2000 году она окончила факультет журналистики МГУ, защитив диплом на тему «Проблемы телевизионной критики в СМИ».
Во время учёбы работала в разных СМИ, писала статьи, вела утреннее шоу на радио «Станция 106,8 FM», с мая 1998 по октябрь 1999 года работала в журнале «Искусство кино». Со многими героями её работ сотрудничала в будущем, тщательно скрывая, что когда-то о них писала.
В 1999 году пришла в телекомпанию «НТВ». Была редактором-международником, работала в программах «Утро на НТВ» и «Сегодня» с Петром Марченко. С 2001 по 2004 год сотрудничала с программой «Намедни» с Леонидом Парфёновым. Также готовила репортажи для программ «Сегодня» и «Страна и мир».
Работала корреспондентом в день теракта на станции метро «Рижская» 31 августа 2004 года — Панкратова вместе со своей съёмочной группой случайно оказалась неподалёку от места событий и стала первым корреспондентом, сообщившим о произошедшем.
С сентября 2004 года работала ведущей программы «Страна и мир» вместе с Антоном Хрековым, сменив Юлию Бордовских.
С января по декабрь 2005 года — ведущая информационных выпусков программы «Сегодня» (выпуски в 22:00, с сентября 2005 года — в 19:00 и 22:00) вместе с Антоном Хрековым. В декабре 2005 года Панкратова была заменена в вечернем эфире на Ольгу Белову с предложением вернуться к корреспондентской работе. Через некоторое время, в январе 2006 года Панкратова приняла решение уйти с НТВ.
С февраля 2006 года стала вести утренние выпуски новостей на «Первом канале». Затем стала ведущей «Новостей» в 12:00, 15:00 и 18:00 поочерёдно с Дмитрием Борисовым. Иногда заменяла ведущих программы «Время», в том числе и в летний период. В октябре 2006 года работала модератором телефонных звонков в программе «Прямая линия с Владимиром Путиным». 9 мая 2008 года в паре с Дмитрием Борисовым комментировала в прямом эфире трансляцию праздничного парада на Красной площади на «Первом канале», далее вела новостные эфиры, предварявшие трансляцию парада.
Записывала интервью с Микки Рурком, которое вышло 10 марта 2009 года в рамках эфира программы «Время».
С 29 августа 2011 по 27 июля 2013 года вела «Вечерние новости» на «Первом канале», чередуясь в эфире с Дмитрием Борисовым. Ушла с телеканала по собственному желанию. Впоследствии рассказывала, что во время работы на канале ни ей, ни другим сотрудникам не поступало никаких прямых указаний по поводу контента, а от ведущей ожидали чаще всего интуитивного понимания правил.
2 февраля 2014 года являлась одной из ведущих телемарафона о патриотизме «Любить Родину» на телеканале «Дождь».
С 11 марта по 24 апреля 2014 года — ведущая информационного проекта канала «РЕН ТВ» «Свободное время» в паре с Алексеем Егоровым.
С ноября 2015 года обучалась в Санкт-Петербургском государственном академическом институте живописи, скульптуры и архитектуры им. И. Е. Репина при Российской академии художеств по направлению «Теория и история искусств».
С апреля по июль 2017 года — на телеканале «РБК-ТВ», ведущая программы «Истории дня» (поочерёдно с Павлом Селиным).
С сентября по декабрь 2017 года — на телеканале «Настоящее Время», автор и ведущая документального цикла сюжетов «Большой Балтийский тур» — о культурных памятниках в странах Балтии — Латвии, Литве и Эстонии.
27 сентября 2017 года вместе с сестрой Витой Тальяной запустила на YouTube канал о мировом искусстве под названием «OH MY ART». С 19 апреля 2018 по 27 декабря 2019 года проект выходил в сквозном эфире телеканала «RTVI».
С 18 ноября 2019 по 21 февраля 2022 года — ведущая программы «Новости. Подробно» (выпусков с подзаголовком «Арт») на телеканале «Россия-Культура». Также вела на этом канале программу «Наблюдатель». С 4 апреля по 6 июня 2022 года провела ещё четыре выпуска, после чего уехала из России.
С 18 марта 2024 года делает выпуски новостей для «The Breakfast Show» на YouTube-канале журналиста Александра Плющева.

## Фильмография
| Год  |   | Название                   | Роль                                      |
| ---- | - | -------------------------- | ----------------------------------------- |
| 2004 | с | Граф Крестовский           | корреспондент НТВ (камео)                 |
| 2005 | ф | Владимирский централ       | Имя персонажа не указано                  |
| 2009 | ф | Горячие новости            | ведущая новостей на Первом канале (камео) |
| 2009 | ф | Чёрная молния              | ведущая новостей на Первом канале (камео) |
| 2010 | с | Побег                      | телеведущая (камео)                       |
| 2024 | ф | Лимонов, баллада об Эдичке | камео                                     |